# Pseudocharopa whiteleggei
Pseudocharopa whiteleggei är en snäckart som först beskrevs av Brazier 1889.  Pseudocharopa whiteleggei ingår i släktet Pseudocharopa och familjen Charopidae. Inga underarter finns listade i Catalogue of Life.